# 7226 Kryl
A 7226 Kryl (ideiglenes jelöléssel 1984 QJ) egy kisbolygó a Naprendszerben. Antonín Mrkos fedezte fel 1984. augusztus 21-én.